# 懷蒂德灣
69°50′S 160°8′E / 69.833°S 160.133°E
懷蒂德灣（英語：Whited Inlet），是南極洲的海灣，位於維多利亞地的彭內爾海岸，美國地質調查局根據測量和該國海軍的空中照片繪入地圖，現時由南極條約體系管理。